# Nový Bor
Nový Bor (tjekkisk udtale: [ˈnoviː ˈbor] ; tysk: Haida) er en by i den nordvestlige del af Tjekkiet, ca. 70 km nord for hovedstaden Prag. Byen ligger 371 meter over havet og der bor 11.485 indbyggere (2023).
Den er beliggende i Česká Lípa-distriktet i Liberec-regionen. Byen er kendt for sin glasindustri. Den historiske bymidte er velbevaret og er beskyttet gennem lovgivning om urbane monumenter.

## Administrativ inddeling
Kommunen har et areal på 19,44 km2 og består udover byen Nový Bor af landsbyerne Arnultovice, Bukovany, Janov og Pihel.